# John Green (militar)

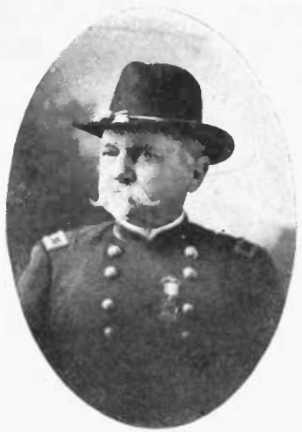

John Green (20 de novembro de 1825 - 22 de novembro de 1908) foi um militar teuto-americano, da cavalaria oficial dos Estados Unidos, que foi premiado com uma Medalha de Honra por sua bravura e liderança na Primeira Batalha de Stronghold durante a Guerra Modoc.